# Интермедия
Интерме́дия (от лат. intermedius «находящийся посередине») — небольшая пьеса или сцена, обычно комического характера, разыгрываемая между действиями основной пьесы (драмы или оперы); то же, что и интерлю́дия («междудействие»). Возникла в ренессансном театре (XV век). В итальянском театре XVI—XVII веков из «речевых» интермедий сложился одноимённый жанр музыкального и хореографического театра, давший сильный толчок развитию оперы. Интермедия была также распространена в Англии и Испании, в русском и украинском (времён Российской империи) школьном театре XVII—XVIII веков.
Из оперных интермедий развилась опера-буффа (классический образец — «Служанка-госпожа» Перголези, 1733 год). В современном театре интермедия сохранилась как вставная комическая или музыкальная сцена в спектакле.